# Ethernet Global Data
Pour les articles homonymes, voir EGD.
Ethernet Global Data (EGD) est un protocole de communication industriel entre automates programmables.
Il a été initialement développé par GE Fanuc en 1998.
Il utilise UDP comme couche de transport. Il utilise IP et Ethernet pour les couches inférieures, ce qui explique son nom.

## Principe
Contrairement à d'autres protocoles comme OPC ou Modbus, il n'y a pas de mécanisme de type requête/réponse. Chaque producteur de données diffuse celles-ci de sa propre initiative (unsollicited messaging, c'est-à-dire « messages non sollicités »). Tout consommateur de données connecté sur le réseau y a accès, et décide s'il est concerné ou non (ce mécanisme n'est pas sans rappeler le bus CAN).
Ce principe est avantageux lorsqu'il y a de nombreux consommateurs pour chaque donnée produite, puisque la charge du réseau est minimale (pas de requêtes, diffusion unique). Il permet en particulier de créer des « miroirs » de données entre de nombreux automates connectés en réseau sans nécessiter une bande passante importante.